# ثنائي النغم
ثنائي النغم ، فرقة غنائية سودانية نسوية تتكون من إثنين من المغنيات السودانيات حققت شهرة كبيرة في سبعينيات وثمانينيات القرن الماضي.

## أعضاء الفرقة
تتكون الفرقة من زينب خليفة وخديجة محمد. ولدت خديجة محمد في عام 1946 ببلدة عد الفرسان في دارفور، أما زيتب فقد ترعرعت في مدينة الأبيض.

## بدايات الفرقة
كانت البداية في منتصف ستينيات القرن الماضي تقريباً عندما بدأت زينب خليفة في الغناء في الخرطوم ثم انضمت إليها خديجة محمد ليكوّنا معاً ثنائياً غنائياً وذلك بتشجيع من الفنانين عثمان حسين و محمد الحويج، وقد اقترح عليهما عثمان حسين استبدال اسميهما بأسماء فنية واختير اسم عفاف لخديجة وإنصاف لزينب إلا أنه عاد واختار لهما اسماً فنياً مشتركاً هو «ثنائي النغم » وقدمهن إلى الشعراء الغنائيين والملحنين أمثال السني الضوي.
قدّمت الفرقة أعمالها للجنة النصوص بالإذاعة السودانية بأم درمان التي رفضت تلك الأعمال في البداية باعتبارها أغاني لا تستوفي شروط التسجيل في الإذاعة ولا ترقى إلى المستوى الذي تتطلبه الإذاعة لبثها على الأثير، إلا أن ذلك لم يثني المطربتين عن عزمهما ورغبتهما الشيدة في ممارسة فن الغناء حتى كتب النجاح لهن في نوفمبر / تشرين الثاني 1964 في دخول الإذاعة عبر برنامج «أشكال وألوان» وسجلن أول أغنية لهن هي أغنية «أول حبيب» من تلحين عبد المنعم الجاك وكلماتها من تأليف الشاعر الغنائي محمد يوسف موسى . وقوبلت أعمالهن الغنائية باستحسان وارتياح من الجمهور بشكل مضطرد بلغ ذروته في عام 1968 م، ووجدت الفرقة تشجيعاً لمواصلة تقدمها في فن الغناء بالسودان من فنان سودانيين كبار أمثال أحمد المصطفى و محمد وردي.
وبسبب إصابة خديجة بجروح بالغة أثناء إحدى رحلاتها الغنائية في جنوب السودان في ثمانينيات القرن الماضي توقفت الفرقة عن الغناء حتى ظهرت زينب خليفة مجدداً تغني منفردة وحدها.

## موسيقى الفرقة
اعتمدت الفرقة كثيرا في أغانيها الناجحة على أغنيات التراث في مناطق قبائل البقارة في غرب السودان ومن أبرز أعمالها في هذا المضمار أغنية «الهعجكو» التي ظهرت في خمسينيات القرن الماضي في مناطق البقارة وقد قدمتها الفرقة بإسلوب غنائي جديد بمصاحبة الآلات الموسيقية الحديثة.

## اللونية الغنائية
تنتمي أغاني الثنائي إلى أغاني غرب السودان من حيث النص الغنائي والإيقاع والميلودي. فتظهر إيقاعات المردوم بوضوح في العديد من أغانيها كما في أغنية «الهعجكو»، وهو الإيقاع نفسه الذي استخدمه فنانون من المنطفة ذاتها أمثال عبد القادر سالم و عمر إحساس، إلى جانب أغانيها في إطار موسيقى الحقيبة والتي تتميز بالميلودي الراقص السريع المبنى على السلم الخماسي.

## دور الفرقة الإجتماعي
ثنائي النغم واحدة من أبرز الفرق الغنائية والمغنين الذين كان لهم السبق في تعزيز مفهوم المسؤولية الاجتماعية للعاملين في حقل الفن والغناء بالسودان، فقد ساهمت الفرقة كثيراً في الأعمال الخيرية والعمل التعاوني العام. ومن أبرز ما قامت به هو إحياء حفلات خُصِّصَ ريعها لبناء مدرسة ثانوية في مدينة الروصيرص بولاية النيل الأزرق. كما قدمت مساهمات لنادي المريخ الرياضي السوداني. كما ساهمت في الترويج للسلم التعليمي الجديد الذي طبقته وزارة التربية والتعليم السودانية في عام 1970 ، كتجربة فريدة ورائدة في حقل التعليم بالسودان.
وشاركت الفرقة بأعمالها الغنائية وعروضها الموسيقية في حملة محاربة العطش في غرب السودان في سبعينيات القرن الماضي.

كذلك ساهمت الفرقة في المجهود الحربي في عهد الرئيس جعفر النميري وقامت بإحياء حفلات غنائية للقوات المسلحة السودانية في جنوب السودان حتى تعرضت الفرقة لهجوم مسلح من المتمردين في الجنوب وأصيبت خديجة محمد إصابات بالغة تم على أثرها إرسالها للعلاج إلى القاهرة ثم إلى لندن لاحقاً، بإشراف رئاسة الجمهورية السودانية.

## شعراء أغانيها
تعاملت الفرقة مع عدد من شعراء وكتاب الأغنية في السودان ومن بينهم محمد يوسف موسى .

## رحلاتها للخارج
نشطت الفرقة في إحياء حفلات غنائية خارج السودان بدعوة من أبناء الجاليات السودانية أو للمشاركة في مهرجانات وفعاليات ثقافية . وكانت أول رحلة خارجية لها إلى الصومال حيث قدمت عروضاً غنائية بمشاركة فانين مطربين صوماليين أمثال أحمد ناجي سعد و حليمة خليفة عمر مغول وآخر رحلة كانت إلى جمهورية تشاد المجاورة للسودان. وشملت رحلاتها الدولية التي بلغت 36 رحلة دولاً مثل الكويت و نيجيريا و إثيوبيا و ليبيا و الكاميرون وغيرها.

## أعمالها الغنائية
- أول حبيب
- الهعجكو
- ليالي الفرحة
- أنا ما اتغيرت
- مالك ياحب
- سايق العظمة
- إرحموني يا ناس
- رسالة
- أمي
- ســـت الودع
- كـر يا صقير سبع الخلاء
- الليلة وين لا وين يا عيني
- دار أم بادر
- فرع ألبان

## نموذج لأعمال الفرقة الغنائية
- أضغط للاستماع إلى أغنية الهعجكو